# رود کولو
رود کولو (روسی: Кулу) یک رود در استان ماگادان کشور روسیه است.